# Onomaste de Smyrne
Onomaste de Smyrne (en grec : Ὀνόμαστος) est le premier vainqueur de l'épreuve de pugilat instaurée en 688 av. J.-C. lors des 23e Jeux olympiques.
Il est originaire de Smyrne. À la suite de sa première victoire, il aurait fixé les premières règles du pugilat.